# Skotarśke
Skotarśke (ukr. Скотарське) – wieś na Ukrainie, w obwodzie zakarpackim, w rejonie mukaczewskim, w hromadzie Wołowiec. W 2001 liczyła 1413 mieszkańców, spośród których 1406 wskazało jako ojczysty język ukraiński, a 7 rosyjski.